# Loge De Ster in het Oosten
Loge De Ster in het Oosten is een vrijmetselaarsloge in Bilthoven, vallend onder het Grootoosten der Nederlanden. De loge werd oorspronkelijk opgericht in Batavia in 1837, als fusie van twee rivaliserende achttiende-eeuwse loges. Ze groeide uit tot het belangrijkste maçonnieke centrum in Nederlands-Indië en bleef daar actief tot het verbod op de vrijmetselarij in 1960. Sinds 1961 wordt het werk van de loge voortgezet in Nederland.

## Ontstaan en achtergrond

### Fusie van rivaliserende loges
In de achttiende eeuw waren in Batavia twee invloedrijke loges actief: La Fidèle Sincérité en La Vertueuse, beide opgericht in 1767. Deze loges vertegenwoordigden elk hun eigen netwerk van invloedrijke bestuurders, kooplieden en militairen. Door rivaliteit om status en erkenning door het Grootoosten der Nederlanden ontstond een langdurige tweedeling binnen de maçonnieke gemeenschap in Batavia. Pas in 1837, na decennia van onderlinge concurrentie, fuseerden de loges.
Op 19 augustus 1837 werd, tijdens de installatie van de nieuwe loge, door Jan Isaäk van Sevenhoven, toenmalig lid van de Raad van Nederlands-Indië en Gedeputeerd Grootmeester Nationaal in Nederlands-Indië, een officiële constitutiebrief verleend onder de naam "De Ster in het Oosten". Daarbij werd bepaald dat de nieuwe loge de rang zou innemen van de opgeheven Loge La Vertueuse. Het verzoek tot oprichting werd ondertekend door ruim vijftig leden van de Loges La Vertueuse en La Fidèle Sincérité. In 1880 telde De Ster in het Oosten ongeveer 140 leden. De loge maakte later deel uit van een netwerk van circa 25 loges en ongeveer 1.500 leden op het hoogtepunt van de vrijmetselarij in Nederlands-Indië.

### Symbolische naamgeving
De naam "De Ster in het Oosten" is ontleend aan de maçonnieke traditie waarin de oostelijke richting de plaats van de Voorzittend Meester markeert. De 'ster' verwijst naar het licht van de kennis, waarheid en broederschap dat vanuit het oosten komt. In koloniale context verwees het ook letterlijk naar de geografische ligging van de loge ten opzichte van het Grootoosten der Nederlanden.

## Prominente leden
- David Maarschalk (1829–1886): bouwmeester verantwoordelijk voor het ontwerp en de bouw van het logegebouw uit 1858. Hij volgde een opleiding aan de Koninklijke Militaire Academie in Breda, werd kolonel bij de genie en speelde een sleutelrol bij de aanleg van spoorwegen in Nederlands-Indië. Als voorzitter van de Nederlands-Indische Spoorweg Maatschappij en hoofdingenieur van de havenwerken van Tanjung Priok verwierf hij de reputatie van een man met een "ijzeren wil", vergelijkbaar met Daendels.
- Chris "Kurt" Lewin (1910–1996): was de laatste Voorzittend Meester van de loge vóór het verbod in Indonesië. Hij zorgde persoonlijk voor het transport van de logearchieven naar Nederland, die nu in het Cultureel Maçonniek Centrum worden bewaard. Zijn levensverhaal, waaronder zijn overleving van de Holocaust, is beschreven door zijn dochter Lisette Lewin.

## Gebouw, praktijk en activiteiten

Logegebouw van De Ster in het Oosten in Weltevreden (Batavia), circa 1880. Het neoklassieke pand diende als rituele en sociale ontmoetingsplaats voor vrijmetselaren in Nederlands-Indië.

### Logegebouw aan de Vrijmetselaarsweg
Op dezelfde locatie stond eerder al in 1831 een gebouw dat was opgericht voor Loge La Vertueuse, maar dit was tegen het midden van de negentiende eeuw bouwvallig geworden. In 1858 werd een nieuw logegebouw ingewijd aan de Vrijmetselaarsweg in Batavia. Het was in 1856 ontworpen door "Broeder Bouwmeester" David Maarschalk, die ook toezicht hield op de bouw en bij de inwijding tot Meester van Eer werd benoemd. Het complex omvatte een rituele logeruimte, sociëteitszaal, bibliotheek, keuken en voorraadruimten. De architectuur weerspiegelde een mix van Europese en Indische invloeden. In de tempel waren symbolische elementen aanwezig zoals de zuilen Jachin en Boaz, de geblokte vloer en het Alziend Oog. In 1934 werd het gebouw vervangen door een nieuw onderkomen, Adhuc Stat, dat meer grandeur moest uitstralen.
In de periode na de onafhankelijkheid werd de Vrijmetselaarsweg gewijzigd in Jalan Budi Utomo, ter ere van de in 1908 opgerichte eerste nationalistische beweging van Nederlands-Indië. Daarmee maakte de symboliek van de koloniale elite plaats voor een verwijzing naar Indonesisch zelfbewustzijn.

### Inwijdingen en tafelloges
De loge volgde in haar rituelen de Nederlandse maçonnieke traditie, gebaseerd op de drie symbolische graden: Leerling, Gezel en Meester. Daarnaast werden ook zogenaamde voortgezette werkwijzen beoefend, afkomstig uit Franse en Engelse systemen. De internationale samenstelling van de bezoekende leden bracht een hybride ritueel gebruik met zich mee.
Na elke rituele zitting volgde een Tafelloge: een gezamenlijke maaltijd met vaste toasts en liederen. De tafels waren rijkelijk voorzien van Hollandse en Indische gerechten, en de loge gebruikte gepersonaliseerde liedboeken in luxe banden.

### Maatschappelijke betrokkenheid
In 1878 brachten de broeders in Batavia uit eigen middelen een bedrag van ƒ21.000 bijeen voor de oprichting van een school voor de lokale bevolking, die tot dan toe nauwelijks toegang had tot onderwijs.

## Opheffing in Indonesië en voortzetting in Bilthoven
Na de onafhankelijkheid van Indonesië werd de vrijmetselarij door de regering verboden. In 1961 gaf president Sukarno opdracht tot het beëindigen van de vrijmetselarij, waarmee ook de jonge Indonesische obediëntie Timur Agung Indonesia ophield te bestaan. Op eigen verzoek werd in 1960 de aan deze loge verleende volledige bevoegdheid door het Grootoosten der Nederlanden gewijzigd in een beperkte bevoegdheid. Op de bijeenkomst van 23 juni 1960 werd de loge formeel opgeheven in Batavia.
Op 12 oktober 1960 verzochten twee in Nederland verblijvende oud-leden, J. Drukker en W.J. Hubers van Assenraad, om heropening van de werkplaats in Bilthoven. De nog in Indonesië aanwezige leden ondersteunden dit verzoek, onder gelijktijdige aanvraag om wederom volledige bevoegdheid. Dit werd op 15 januari 1961 toegekend, waarna de werkzaamheden op 4 maart 1961 werden hervat. De repatriëring van leden uit de Oost zorgde voor een sterke ledenaanwas in Nederlandse loges, vooral in Den Haag, en een herkenbare "Indische sfeer" die in de loop der jaren vervaagde.
Samen met Loge De Vriendschap in Den Haag is De Ster in het Oosten de enige Indische loge die haar activiteiten in Nederland heeft voortgezet.